# کالیفورنسکی، آلاسکا
کالیفورنسکی (به انگلیسی: Kalifornsky) شهری در بخش شبه‌جزیره کنای ایالت آلاسکا است که جمعیت آن در سرشماری سال ۲۰۰۰ میلادی ۵۸۴۶ نفر بوده‌است.